# Nel vuoto
Nel vuoto è un album discografico in studio del cantautore italiano Garbo, pubblicato nel 2023.

## Descrizione
Dopo otto anni dall'ultimo disco in questo nuovo lavoro vengono eseguiti 7 nuovi brani più una nuova versione di Sembra.

## Tracce
1. Come pietre – 3:43
2. Nel vuoto – 3:50
3. Mai più – 3:44
4. Il mondo esplode – 3:26
5. Sembra – 4:27
6. Coscienza – 6:16
7. To Mars – 4:33
8. Contatto – 6:04

Durata totale: 36:03